# Montemor-o-Velho
Montemor-o-Velho es una villa portuguesa del distrito de Coímbra, región estadística del Centro (NUTS II) y comunidad intermunicipal de Coímbra (NUTS III), con cerca de 25 000 habitantes. Se sitúa a una altitud media de 5 m sobre el nivel medio del mar.

## Geografía
Es sede de un municipio con 228,62 km² de área y 24 574 habitantes (2021), subdividido en once freguesias. El municipio está limitado al norte por los municipios de Cantanhede, al este por Coímbra y por Condeixa-a-Nova, al sur por Soure y al oeste por Figueira da Foz.

## Demografía
| Gráfica de evolución demográfica de Montemor-o-Velho entre 1849 y 2021 |
|                                                                        |
| Datos según el nomenclátor publicado por el INE portugués.             |

## Freguesias
Las freguesias de Montemor-o-Velho son las siguientes:
- Abrunheira, Verride e Vila Nova da Barca
- Arazede
- Carapinheira
- Ereira
- Liceia
- Meãs do Campo
- Montemor-o-Velho e Gatões
- Pereira
- Santo Varão
- Seixo de Gatões
- Tentúgal

## Historia
Montemor-o-Velho es una antigua ciudad con vestigios que se remontan a la Prehistoria, se designa así al periodo Neolítico. Existen referencias documentales al castillo desde el siglo IX. En 848, Ramiro I de Asturias pasó a dominar el castillo de Montemor, pero la reconquista definitiva del Mondego fue emprendida por el rey Fernando I de León y Castilla, que entregó el castillo al Conde Sisnando. Este castillo en la actualidad está restaurado y se puede visitar.
Su importancia estratégica hizo de él un pueblo atractivo, teniendo primero fuero en 1212. Montemor fue en la antigüedad tierra de infantados, primero de D. Sancho y de D.ª Teresa, después de D. Alfonso IV (1322), más también de D. Pedro, duque de Coímbra (1416). En 1472, D. Alfonso V hace Marqués de Montemor-o-Velho a D. Juan de Portugal, más tarde duque de Braganza.